# ベルリン交響楽団
ベルリン交響楽団（Berliner Symphoniker）は、ドイツの首都ベルリンを本拠地とするオーケストラの1つ。

東ベルリンに存在したベルリン交響楽団（Berliner Sinfonie-Orchester）、現在のベルリン・コンツェルトハウス管弦楽団（Konzerthausorchester Berlin）とは別団体である 。

## 概要
ベルリン交響楽団は、1966年に当時の西ベルリンで創立。当初の名称はSymphonisches Orchester Berlin(SOB)で、1992年にBerliner Symphonikerに名称を変更した。
ドイツ語の表記は違うものの、日本では旧東ベルリンの「ベルリン交響楽団(現ベルリン・コンツェルトハウス管弦楽団)」と混同されやすく、注意が必要であった。 

1996年からは積極的に海外公演を行い、日本では2002年の初来日以来、度々来日し数多くの公演を重ねている。

ウインナ・ワルツとオペレッタのスペシャリスト、ローベルト・シュトルツはオイロディスクやBASF、エレクトローラに同団を指揮して膨大な録音を残しており、多くが国内発売もされている。

## 歴代首席指揮者
歴代首席指揮者は次のとおり。
- カール・アウグスト・ブンテ (1966 – 1973年)
- セオドア・ブルームフィールド (1975-1982年)
- ダニエル・ナザレス (1983 – 1985年)
- アラン・フランシス (1985 – 1995年)
- リオール・シャンバダール(1997 – 2019年)
- ハンスイェルク・シェレンベルガー(2021 – 2023年)